# Zagrody (powiat biłgorajski)
Zagrody – wieś w Polsce położona w województwie lubelskim, w powiecie biłgorajskim, w gminie Goraj.
W latach 1975–1998 miejscowość należała administracyjnie do województwa zamojskiego. 
Wieś jest sołectwem w gminie Goraj. Według Narodowego Spisu Powszechnego z roku 2011 wieś liczyła 682 mieszkańców i była drugą co do liczby ludności miejscowością gminy.
| SIMC    | Nazwa            | Rodzaj    |
| ------- | ---------------- | --------- |
| 0888043 | Choszańska Górka | część wsi |
| 0888050 | Gródki Pierwsze  | część wsi |
| 0888066 | Krzakowa Górka   | część wsi |
| 0888072 | Łupinka          | część wsi |
| 0888089 | Okrąglak         | część wsi |
| 0888095 | Podkrzacze       | część wsi |
| 0888103 | Przy Gościńcu    | część wsi |
| 0888110 | Resztówka        | część wsi |
| 0888126 | Stara Wieś       | część wsi |
| 0888132 | Szeroka Górka    | część wsi |
| 0888149 | Średnia Górka    | część wsi |
| 0888155 | Zagrody-Kolonia  | część wsi |

Wierni Kościoła rzymskokatolickiego należą do parafii Parafia św. Bartłomieja w Goraju.